# Meineckia longipes
Meineckia longipes là một loài thực vật có hoa trong họ Diệp hạ châu. Loài này được (Wight) G.L.Webster mô tả khoa học đầu tiên năm 1965.

## Hình ảnh

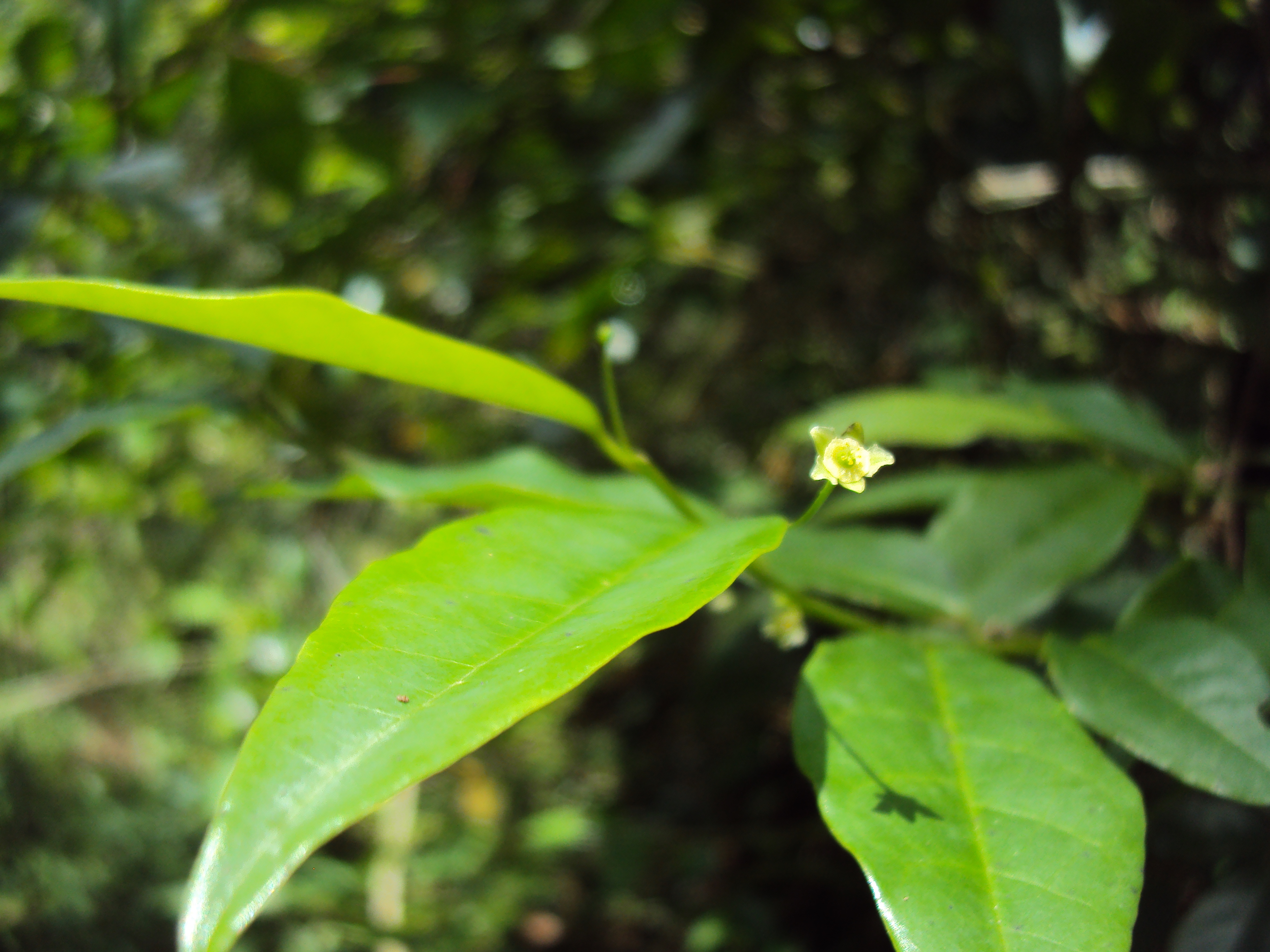
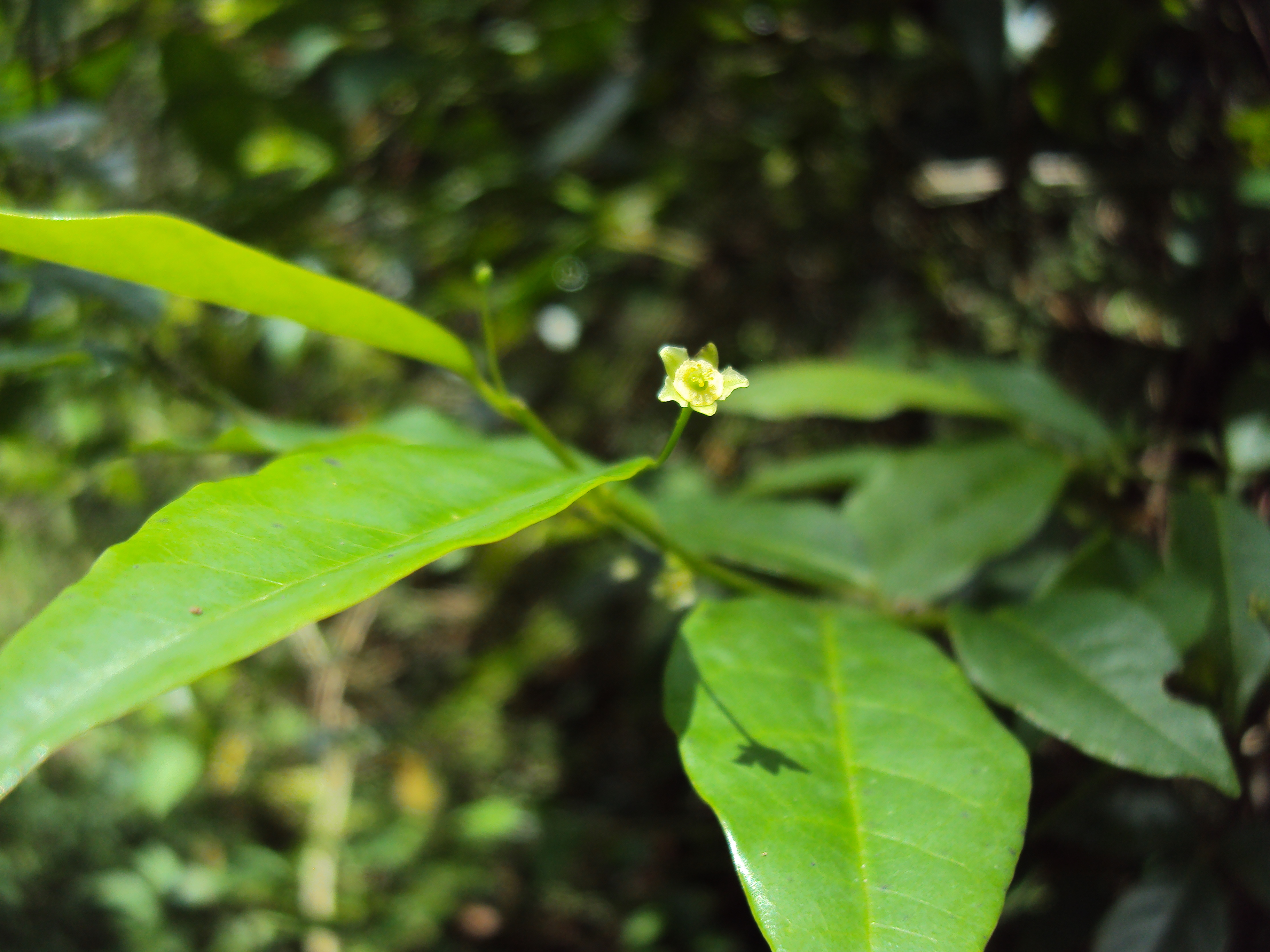
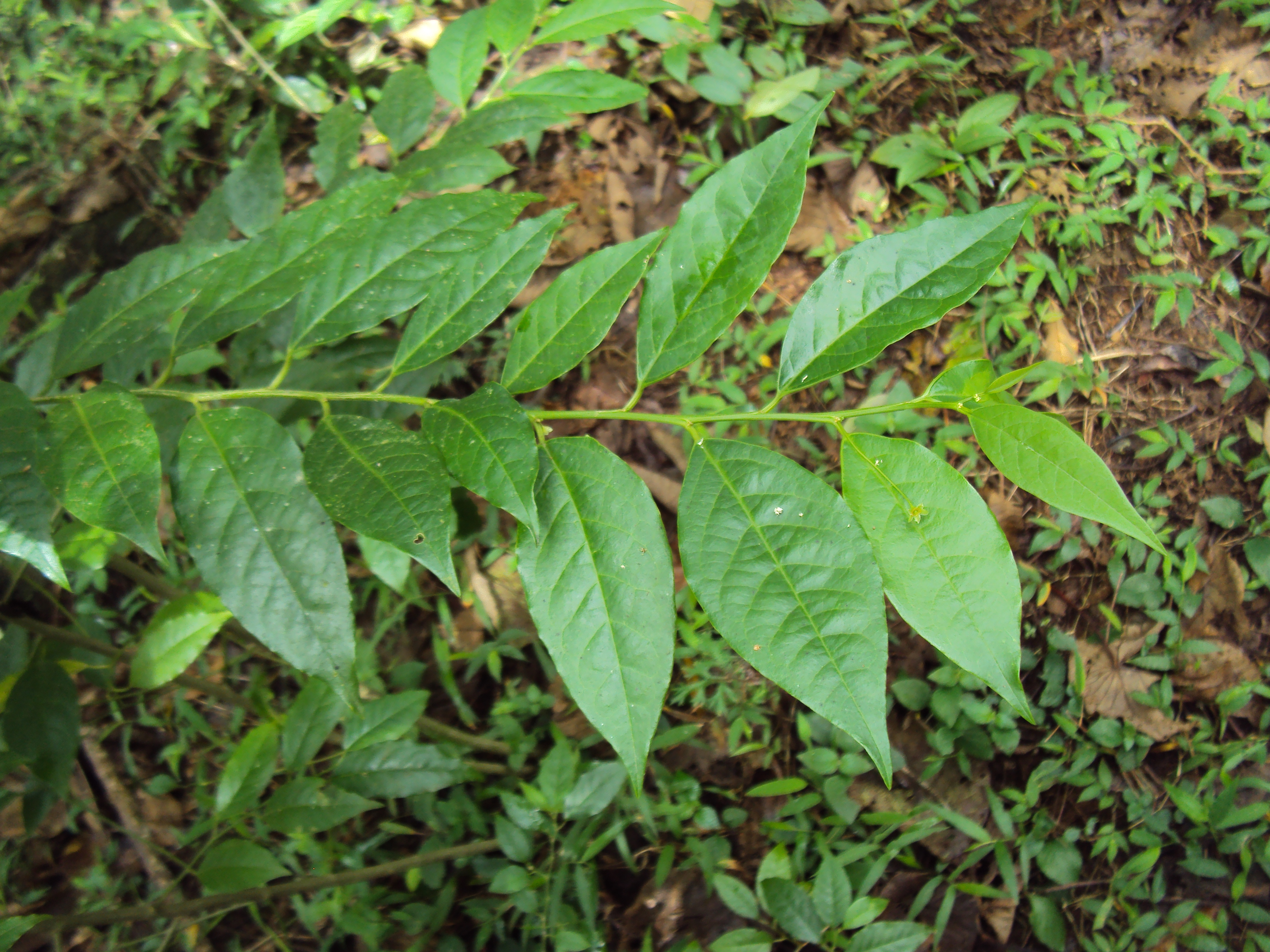
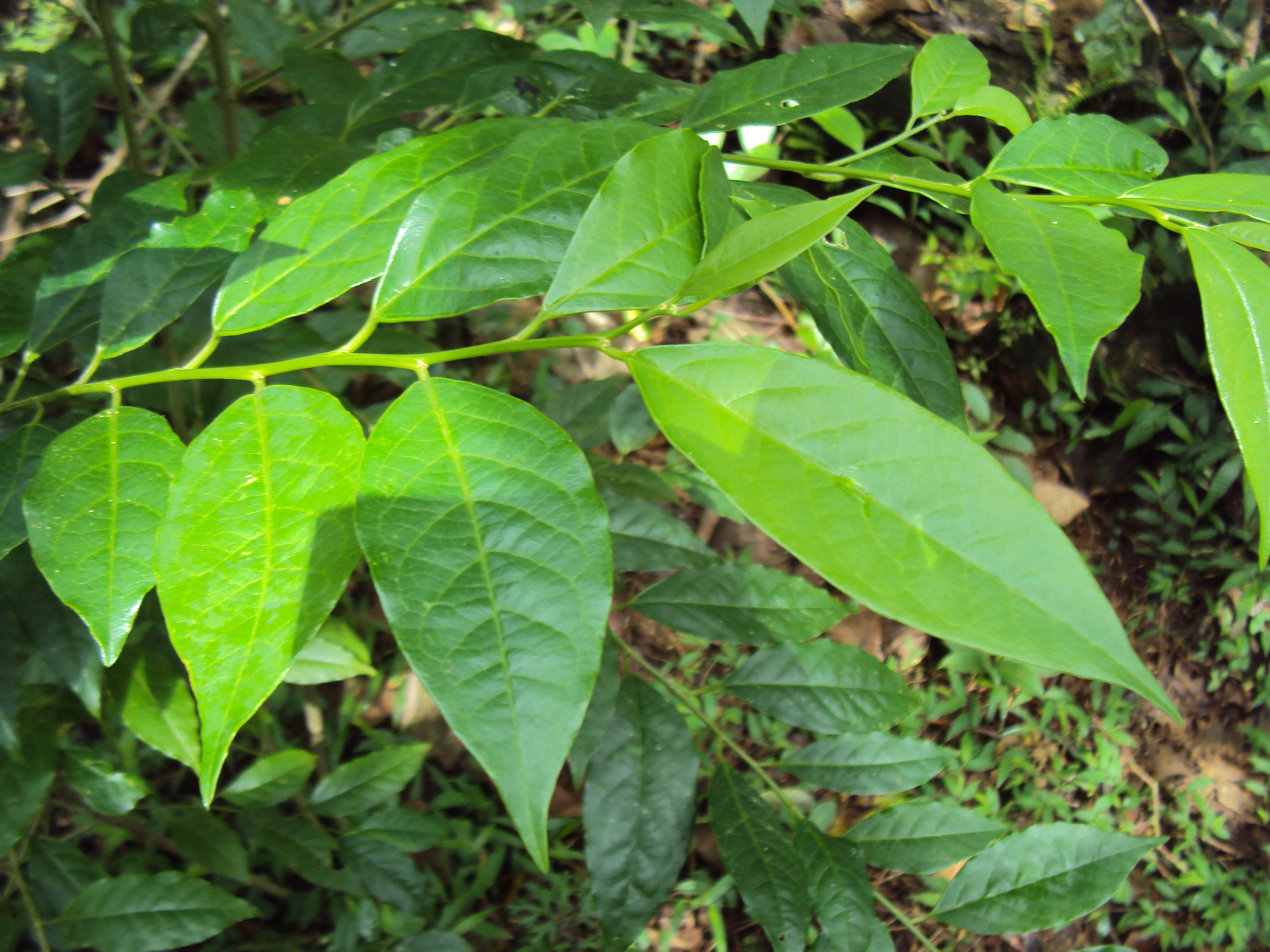